# Сай-Утёс
Экспериме́нт «Сай-Утёс» — серия советских промышленных термоядерных взрывов.
Направление подземных взрывов с «образованием провальных воронок, не связанных с полостью взрыва» возникло как ответвление направления испытаний по проведению взрывов на выброс грунта (проект «Чаган»).
Член-корреспондент РАН А. В. Яблоков уточнил, что декларировалась цель создания провальной воронки для создания накопительных водохранилищ в засушливых районах.
При этом он считает, что само создание воронки было вторичным вопросом, главным было провести взрыв.
Эксперимент проводился в 1969—1970 годах и являлся серией подземных взрывов.
Работы проводились коллективом Министерства среднего машиностроения на расстоянии 100—115 км на юго-восток от деревни Сай-Утёс (Мангышлакская область Казахстана).
В рамках проекта было проведено три испытания.
В результате двух взрывов цель эксперимента была частично достигнута и на поверхности образовались провальные воронки, не связанные с полостью взрыва.
Полного успеха не удалось достичь ни разу, так как трещиноватость полученных горных пород привела к тому, что вода в воронках не задерживалась.
| Испытание                   | Дата и время испытания     | Координаты испытания                          | Глубина заложения | Мощность заряда | Примечание |
| --------------------------- | -------------------------- | --------------------------------------------- | ----------------- | --------------- | --- |
| Испытание № 313 Мангышлак-1 | 6 декабря 1969 года 10:00  | Скважина № 2Т 43°52′38″ с. ш. 54°47′52″ в. д. | 410 м             | 30 кт           | Применялся заряд В. С. Лебедева и В. А. Разуваева, созданный для ликвидации аварии на месторождении Урта-Булак |
| Испытание № 329 Мангышлак-2 | 12 декабря 1970 года 10:00 | Скважина № 6Т 43°52′38″ с. ш. 54°47′52″ в. д. | 740 м             | 80 кт           | Воронка не образовалась                                                                                        |
| Испытание № 331 Мангышлак-3 | 23 декабря 1970 года 10:00 | Скважина № 1Т 44°01′23″ с. ш. 54°55′51″ в. д. | 500 м             | 75 кт           | |

Координаты указаны для колодцев воды в нескольких километрах от воронок, и на место ядерных взрывов не приведут..
- Сай-Утёс, Жаслык, Новый Узень — населённые пункты, около которых проводились испытания;
- Курык — районный центр Каракиянского района (во время испытаний назывался Ералиевским);
- Актау — областной центр Мангистауской области (во время испытаний называлась Мангышлакской);
- Алма-Ата — столица Казахской ССР;
- Астана — современная столица Казахстана

Впоследствии 10 января 1979 года при работе на площадке «Галит», во время испытания A-IX был повторён эффект образования провальной воронки, не связанной с полостью взрыва.
Эти работы не получили развития, после них были проведены взрывы схожего направления в Мурманской области. Они носили название «Днепр» и предназначались для разрыхления апатитовой руды.